# Michel Lewin
Pour les articles homonymes, voir Lewin.
Michel Lewin est un monteur français.

## Filmographie

### Comme monteur
- 1965 : Les Grandes Gueules de Robert Enrico
- 1968 : Tante Zita de Robert Enrico
- 1968 : Ne jouez pas avec les Martiens de Henri Lanoë
- 1969 : Poussez pas grand-père dans les cactus de Jean-Claude Dague
- 1970 : Pays de cocagne de Pierre Étaix
- 1971 : Un peu, beaucoup, passionnément... de Robert Enrico
- 1971 : Boulevard du rhum de Robert Enrico
- 1972 : L'Odeur des fauves de Richard Balducci
- 1972 : Trop jolies pour être honnêtes de Richard Balducci
- 1973 : Sans sommation de Bruno Gantillon
- 1974 : Les murs ont des oreilles de Jean Girault
- 1975 : Femmes vicieuses de Georges Cachoux
- 1975 : Le sexe à la barre de Georges Cachoux
- 1976 : L'Année sainte de Jean Girault
- 1977 : Treize femmes pour Casanova de Franz Antel
- 1977 : Le mille-pattes fait des claquettes de Jean Girault
- 1978 : Freddy de Robert Thomas
- 1978 : L'Horoscope de Jean Girault
- 1978 : Le Témoin de Jean-Pierre Mocky
- 1979 : Le Gendarme et les Extra-terrestres de Jean Girault
- 1979 : Bobo Jacco de Walter Bal
- 1979 : Il était une fois un homosexuel de Norbert Terry
- 1980 : La légion saute sur Kolwezi de Raoul Coutard
- 1980 : L’Avare de Jean Girault et Louis de Funès
- 1980 : Mais qu'est-ce que j'ai fait au bon Dieu pour avoir une femme qui boit dans les cafés avec les hommes ? de Jan Saint-Hamont
- 1980 : Les Charlots contre Dracula de Jean-Pierre Desagnat et Jean-Pierre Vergne
- 1981 : Fais gaffe à la gaffe ! de Paul Boujenah
- 1981 : Pour la peau d'un flic d'Alain Delon
- 1981 : La Soupe aux choux de Jean Girault
- 1982 : N'oublie pas ton père au vestiaire... de Richard Balducci
- 1982 : Le Gendarme et les Gendarmettes de Jean Girault et Tony Aboyantz
- 1983 : Le Battant d'Alain Delon et Robin Davis
- 1983 : Joy de Sergio Bergonzelli
- 1984 : Le Fou du roi de Yvan Chiffre
- 1984 : Comment draguer tous les mecs de Jean-Paul Feuillebois
- 1985 : Glamour de François Merlet
- 1985 : Le Facteur de Saint-Tropez de Richard Balducci
- 1986 : La jeune fille et l'enfer de François Mimet
- 1986 : Banana's Boulevard de Richard Balducci
- 1986 : Le collège file à l'anglaise d'Armand Isnard
- 1988 : Les Pyramides bleues d'Arielle Dombasle
- 1990 : L'Aventure extraordinaire d'un papa peu ordinaire de Philippe Clair
- 1990 : Sex et Perestroïka de François Jouffa et Francis Leroi
- 1992 : L'Affût de Yannick Bellon

### Comme assistant monteur
- 1965 : Les Grandes Gueules de Robert Enrico
- 1966 : Et la femme créa l'amour de Fabien Collin
- 1967 : Les Aventuriers de Robert Enrico
- 1968 : Ho ! de Robert Enrico
- 1969 : Le Grand Amour de Pierre Étaix

### Apparition au cinéma
- 1970 : Pays de cocagne de Pierre Étaix : lui-même, le monteur